# Prix quinquennaux du FNRS
Les Prix quinquennaux du FNRS sont des prix remis tous les 5 ans depuis 1960 récompensant des chercheurs de Belgique francophone.

## Palmarès
| Période     | Prix                                                                  | Récipiendaire                                     |
| ----------- | --------------------------------------------------------------------- | ------------------------------------------------- |
| 1956-1960   | Prix Dr A. De Leeuw-Damry-Bourlart                                    | Albert Dalcq                                      |
| 1961-1965   | Prix Dr A. De Leeuw-Damry-Bourlart                                    | Jean Dabin                                        |
| 1961-1965   | Prix scientifique Ernest-John Solvay                                  | Ilya Prigogine                                    |
| 1961-1965   | Prix scientifique Baron Holvoet                                       | Albert Claude                                     |
| 1966 - 1970 | Prix Dr A. De Leeuw-Damry-Bourlart                                    | Pieter De Somer                                   |
| 1966 - 1970 | Prix scientifique Ernest-John Solvay                                  | Pol Swings                                        |
| 1966 - 1970 | Prix scientifique Baron Holvoet                                       | Maurits Gysseling                                 |
| 1971 - 1975 | Prix Dr A. De Leeuw-Damry-Bourlart                                    | Pierre Deligne                                    |
| 1971 - 1975 | Prix scientifique Ernest-John Solvay                                  | Jean Ladrière                                     |
| 1971 - 1975 | Prix scientifique Joseph Maisin                                       | Henri-Géry Hers                                   |
| 1976 - 1980 | Prix Dr A. De Leeuw-Damry-Bourlart                                    | Hubert Chantrenne                                 |
| 1976 - 1980 | Prix scientifique Ernest-John Solvay                                  | Fernand van Steenberghen                          |
| 1976 - 1980 | Prix scientifique Joseph Maisin                                       | Jean-Marie Ghuysen (en)                           |
| 1981 - 1985 | Prix Dr A. De Leeuw-Damry-Bourlart                                    | René Thomas                                       |
| 1981 - 1985 | Prix scientifique Ernest-John Solvay                                  | Léopold Genicot                                   |
| 1981 - 1985 | Prix scientifique Joseph Maisin                                       | Jean-Édouard Desmedt (en)                         |
| 1986 - 1990 | Prix Dr A. De Leeuw-Damry-Bourlart                                    | Jean Jeener                                       |
| 1986 - 1990 | Prix scientifique Ernest-John Solvay                                  | Marc Richelle                                     |
| 1986 - 1990 | Prix scientifique Joseph Maisin                                       | André Goffeau                                     |
| 1991-1995   | Prix Dr A. De Leeuw-Damry-Bourlart                                    | André Berger                                      |
| 1991-1995   | Prix scientifique Ernest-John Solvay                                  | Paul Bertelson (en)                               |
| 1991-1995   | Prix scientifique Joseph Maisin                                       | Pierre De Meyts (en)                              |
| 1996 - 2000 | Prix Dr A. De Leeuw-Damry-Bourlart - Sciences exactes fondamentales   | Jean-Luc Brédas                                   |
| 1996 - 2000 | Prix Dr A. De Leeuw-Damry-Bourlart - Sciences exactes appliquées      | André Preumont                                    |
| 1996 - 2000 | Prix scientifique Ernest-John Solvay - Sciences humaines et sociales  | Xavier Seron                                      |
| 1996 - 2000 | Prix scientifique Joseph Maisin - Sciences biomédicales fondamentales | Étienne Pays                                      |
| 1996 - 2000 | Prix scientifique Joseph Maisin - Sciences biomédicales cliniques     | Jacques Brotchi Michel Goldman (en) Jacques Melin |
| 2001-2005   | Prix Dr A. De Leeuw-Damry-Bourlart - Sciences exactes fondamentales   | Jean Bricmont                                     |
| 2001-2005   | Prix Dr A. De Leeuw-Damry-Bourlart - Sciences exactes appliquées      | Marco Dorigo                                      |
| 2001-2005   | Prix scientifique Ernest-John Solvay - Sciences humaines et sociales  | Jacques-François Thisse                           |
| 2001-2005   | Prix scientifique Joseph Maisin - Sciences biomédicales fondamentales | Jean-Claude Henquin                               |
| 2001-2005   | Prix scientifique Joseph Maisin - Sciences biomédicales cliniques     | Jean-Michel Foidart                               |
| 2006 - 2010 | Prix Dr A. De Leeuw-Damry-Bourlart - Sciences exactes fondamentales   | Albert Goldbeter                                  |
| 2006 - 2010 | Prix Dr A. De Leeuw-Damry-Bourlart - Sciences exactes appliquées      | Xavier Gonze                                      |
| 2006 - 2010 | Prix scientifique Ernest-John Solvay - Sciences humaines et sociales  | Isabelle Stengers                                 |
| 2006 - 2010 | Prix scientifique Joseph Maisin - Sciences biomédicales fondamentales | Benoît Van den Eynde                              |
| 2006 - 2010 | Prix scientifique Joseph Maisin - Sciences biomédicales cliniques     | Jean-Louis Vincent                                |
| 2011 - 2015 | Prix Dr A. De Leeuw-Damry-Bourlart - Sciences exactes fondamentales   | Marc Henneaux                                     |
| 2011 - 2015 | Prix Dr A. De Leeuw-Damry-Bourlart - Sciences exactes appliquées      | Philippe Dubois                                   |
| 2011 - 2015 | Prix scientifique Ernest-John Solvay - Sciences humaines et sociales  | Axel Cleeremans                                   |
| 2011 - 2015 | Prix scientifique Joseph Maisin - Sciences biomédicales fondamentales | Cédric Blanpain                                   |
| 2011 - 2015 | Prix scientifique Joseph Maisin - Sciences biomédicales cliniques     | Christos Sotiriou                                 |
| 2015-2020   | Prix Dr A. De Leeuw-Damry-Bourlart - Sciences exactes fondamentales   | Véronique Dehant                                  |
| 2015-2020   | Prix Dr A. De Leeuw-Damry-Bourlart - Sciences exactes appliquées      | Jean-Christophe Charlier                          |
| 2015-2020   | Prix scientifique Ernest-John Solvay - Sciences humaines et sociales  | Vassilis Saroglou                                 |
| 2015-2020   | Prix scientifique Joseph Maisin - Sciences biomédicales fondamentales | Jean-François Collet                              |
| 2015-2020   | Prix scientifique Joseph Maisin - Sciences biomédicales cliniques     | Patrizio Lancellotti                              |